# Arne Ileby
Arne Ludvig Grundt Ileby (ur. 2 grudnia 1913 we Fredrikstad, zm. 25 grudnia 1999 tamże) – piłkarz norweski grający na pozycji napastnika. W swojej karierze rozegrał 1 mecz w reprezentacji Norwegii.

## Kariera klubowa
W swojej karierze piłkarskiej Ileby grał w klubie Fredrikstad FK.

## Kariera reprezentacyjna
W reprezentacji Norwegii Illeby zadebiutował 17 września 1939 roku w przegranym 2:3 meczu mistrzostw nordyckich ze Szwecją i był to jego jedyny mecz w kadrze narodowej. Wcześniej, w 1936 roku, zdobył brązowy medal na igrzyskach olimpijskich w Berlinie. Był także w kadrze Norwegii na mistrzostwa świata we Francji.